# Castell i vilatge d'Escarp
Les restes de la torre del castell d'Escarp i l'antic vilatge són situades a l'est de la població de la Granja d'Escarp, al cim d'un turó anomenat Punta del Calvari. Des d'aquest indret hi ha una molt bona panoràmica sobre la plana irrigada que s'estén a banda i banda del Segre i del Cinca.

## Història
La primera referència del castell d'Escarp és del segle xi. Apareix en l'obra de «Yaqūt» amb el nom de «hisn Iškarb» o fortalesa d'Escarp com una de les defenses limítrofes del districte de Lleida. L'any 1085, el Cid conquerí aquest castell a compte d'al-Mútaman, emir de Saragossa de la dinastia dels Banū Hūd, dinastia local d'emirs que durant un segle va governar l'Emirat de Larida, l'Emirat de Saraqusta i altres llocs de la frontera nord d'Al-Àndalus. L'emir estava enfrontat al seu germà al-Mundir, alcaid de Lleida i aliat amb els comtes catalans. L'any 1120 surt esmentada novament la fortalesa musulmana d'Escarp amb el qualificatiu de «castrum», quan l'alcaid de Lleida «Ibn Hilāl» (conegut també com a «Avin-Hilet» o «Avifelel») arribà a una convinença amb el comte de Barcelona Ramon Berenguer III per la qual l'alcaid concedia diversos castells.(Escarp, Xalamera, Saidí, Gebut i Castelldàsens). Sembla que la conquesta del castell d'Escarp es produí amb la caiguda de les ciutats de Fraga i Lleida el 1149. L'any 1213 es fundà el monestir d'Escarp, al qual va correspondre tot el domini de l'antic terme del castell. Molt a prop del castell, el cenobi fundà una granja o explotació que en endavant rebria el nom de la Granja d'Escarp.
El 1365 el nucli de la Granja d'Escarp figura amb 30 focs i dins la vegueria de Lleida i sota la senyoria de l'abat d'Escarp. Passà durant el segle xiv a la senyoria dels Montcada, amb centre a Aitona i Serós. Aquesta situació romangué fins a l'abolició dels senyorius jurisdiccionals al segle xix.
A partir del segle xviii s'explotaren les mines de carbó amb una certa intensitat des del 1846 fins al 1960.

## Arquitectura
També conegut com "Lo Fortí". Al tossal hi ha nombrooses restes de construccions, molt malmeses per les trinxeres de la Guerra Civil Espanyola. Hi podem distingir tres elements. En primer lloc, una torre situada al punt més elevat que formava part del castell d'Escarp. En segon lloc, al nord de la fortificació, vestigis de diversos habitatges amb planta rectangular, segurament closos per un mur i potser per un vall. Finalment, més cap al nord-est, s'estén la resta del tossal on s'hi veuen fonaments de murs i algunes pedres grosses; les parets hi són però menys nombroses que al sector més meridional del turó.
La torre té un diàmetre exterior de 7,8 m i el gruix dels murs és de 80 cm. Les poques filades conservades mostren uns carreus poc treballats i no gaire grossos (per exemple, de 15 cm X 25 cm). Sembla que hi hagi, a l'interior d'aquesta torre, una altra torre més petita i de planta quadrangular. El mur que es conserva de la torre interior fa uns 2,5 m de llarg i és fet amb carreus semblants als de la torre exterior. L'esplanada de 25 m de llarg per gairebé 25 m d'ample, situada al nord-est de la torre, sembla que era closa per un mur exterior. Els petits fragments que se'n conserven són fets amb filades de lloses planes. A l'interior, nombroses parets, totalment arranades que han de correspondre a murs d'habitatges. Un petit vilatge rònec que es podria reconstruir amb una acurada excavació. Al planell allargat que s'estén pel cim de la banda septentrional del tossal, també s'hi veuen restes evidents de parets, segurament de murs de tancament exterior.
Sembla que la datació de la torre circular la situaria en un moment tardà de l'edat mitjana però la torre quadrada de l'interior podria ser més antiga. Pel conjunt d'habitatges que hi ha al costat de la torre no es pot rebutjar una datació antiga, anterior a la conquesta comtal tot i que la ceràmica trobada sembla que cal datar-la a la baixa edat mitjana. Cal esmentar l'ampli recinte que s'estenia al nord del vilatge, potser pel bestiar, potser amb finalitats defensives. El «hisn» que hi havia a Escarp, documentat en fonts andalusines i cristianes, seria molt probablement situat en aquest indret.